# Richard Gutzwiller
Richard Gutzwiller SJ (* 26. Mai 1896 in Basel; † 29. Mai 1958 in Zürich) war ein Schweizer römisch-katholischer Priester und Theologe.

## Leben
Richard Gutzwiller trat nach dem Abitur am Baseler Gymnasium 1915 der Gesellschaft Jesu in ’s-Heerenberg bei. Seine philosophischen Studien absolvierte er in Oudenbosch bei Halderberge und Valkenburg. Nach seinem Wirken als Präfekt am Jesuitenkolleg Stella Matutina in Feldkirch studierte er Theologie in Valkenburg und Enghien. 1926 wurde er in Innsbruck zum Priester geweiht.
Ab 1928 wirkte Gutzwiller in der Züricher Studenten- und Akademikerseelsorge. 1952 erfolgte die Ernennung zum Direktor des Apologetischen Instituts und Direktors des Schweizerischen Katholischen Volksvereins. Gemeinsam mit Hugo Rahner intensivierte er die wissenschaftliche Tätigkeit des Innsbrucker katholischen Bibelwerkes. 1952 verlieh ihm die theologische Fakultät der Universität Innsbruck den Titel eines Honorarprofessors. Neben seiner Vortragstätigkeit in Radio und Bibelkurse und seinen exegetischen Publikationen galt Gutzwillers Interesse auch der soziologischen und staatsphilosophischen Richtung.
Als Studentenseelsorger hatte Gutzwiller Kontakt mit James Schwarzenbach, der nach einem Jahr Unterweisung bei Gutzwiller am 10. Februar 1933 in der Zürcher Liebfrauenkirche zur römisch-katholischen Kirche konvertierte. Schwarzenbach spricht in seinen Tagebüchern 1933 bis 1943 wiederholt vom Gutzwiller. Politisch war Gutzwiller ein Verfechter eines institutionalisierten Katholizismus. Laut Isabel Drews zählt Gutzwiller zu den Befürwortern des Ständestaates und Sympathisant für autoritäre Staaten namentlich die Franco-Diktatur von Spanien.
Sein Grab befindet sich auf dem Friedhof Nordheim.
Gutzwillers Schwester Hildegard wurde Ordensfrau und als Gerechte unter den Völkern bekannt.

## Veröffentlichungen (Auswahl)
- Meditationen über Matthäus. Media Maria, Illertissen 2017, ISBN 978-3-945401-41-5.
- Die Gleichnisse des Herrn. Auf der Suche nach dem Sinn des Kreuzes. Media Maria, Illertissen 2017, ISBN 978-3-945401-35-4.
- Meditationen über Lukas. Media Maria, Illertissen 2018, ISBN 978-3-945401-91-0.
- Meditationen über Johannes. Media Maria, Illertissen 2020, ISBN 978-3-947931-14-9.
- Jesus der Messias. Christus im Matthäus-Evangelium. Einsiedeln 1949, OCLC 456637143.
- Herr der Herrscher. Christus in der geheimen Offenbarung. Einsiedeln 1951, OCLC 803735360.